# Žebrák
Žebrák − miasto w Czechach, w kraju środkowoczeskim.
Według danych z 31 grudnia 2003 powierzchnia miasta wynosiła 851 ha, a liczba jego mieszkańców 1 909 osób.

## Demografia
| Rok             | 1970  | 1980  | 1991  | 2001  | 2003  |
| --------------- | ----- | ----- | ----- | ----- | ----- |
| Liczba ludności | 1 585 | 1 934 | 1 811 | 1 863 | 1 909 |

Źródło: Czeski Urząd Statystyczny